# هوغو جونسون (ربان)
هوغو جونسون (بالسويدية: Hugo Johnson)‏ هو ربان ‏ سويدي، ولد في 29 فبراير 1908 في غوتنبرغ في السويد، وتوفي في 6 يونيو 1983 في جوان لي بان ‏ في فرنسا.

## وصلات خارجية
- هوغو جونسون على موقع أوليمبيديا (الإنجليزية)
- هوغو جونسون على موقع اللجنة الأولمبية السويدية (السويدية)